# Souvenirs du jardin détruit
Souvenirs du jardin détruit est un roman de mœurs français de René Boylesve, paru en 1924.
René Boylesve s'y livre à une étude de psychologie amoureuse en observant un médecin tiraillé entre son amour pour sa femme et sa passion pour sa maîtresse.

## Résumé
En découvrant que le jardin de la propriété voisine, en vente dans le quartier des Ternes à Paris, va être détruit, le narrateur, romancier de profession, se remémore les rencontres qu'il y a faites. C'est là qu'il y a fait la connaissance du docteur Barégère, médecin qui semble entièrement accaparé par son travail, et de sa femme, musicienne. Il apparaît au narrateur que le couple est profondément uni, mais certaines attitudes fugaces du docteur l'intriguent.
Le docteur lui-même, devenu ami avec le narrateur, lui raconte qu'en réalité une de ses patients, madame Jannet, est devenue sa maîtresse depuis cinq ans, et que c'est pour la rejoindre qu'il invente des visites à des malades éloignés. Un jour où une réelle urgence professionnelle lui interdit de rencontrer madame Jannet, il demande au narrateur de se rendre à sa place au rendez-vous pour expliquer la situation. Le romancier découvre une femme profondément éprise du docteur, et qui semble de surcroît jalouse.
Le docteur, à qui il raconte cette entrevue, lui avoue être dans une situation douloureuse, partagé entre sa passion pour sa maîtresse et son profond amour pour sa femme. Le narrateur lui conseille alors de rompre d'avec madame Jannet. Le docteur convient que c'est la seule issue possible, et pour être mis devant l'obligation d'agir ainsi, il avoue son adultère à sa femme, qui lui répond qu'elle le savait. La rupture, qui semble assez facile, du docteur et de madame Jannet a lieu.
Les hasards de la vie font que les liens se distendent peu à peu entre le couple Barégère et le narrateur, qui conclut que cette histoire est d'une telle banalité « qu'il n'y verrait jamais, pour [sa] part, un sujet de roman ». Quelque temps après, le narrateur voit le docteur sortir d'une maison proche de son domicile et où vient d'emménager madame Jannet ; il révise alors son jugement en convenant que cette histoire est en définitive assez peu commune et que le docteur Barégère pourrait être un personnage de roman.

## Personnages principaux
- Le narrateur, romancier ;
- Le docteur Barégère, médecin ;
- Madame Barégère, épouse du docteur ;
- Madame Jannet, maîtresse du docteur Barégère.

## Analyse de l'œuvre

### La part autobiographique
Le jardin décrit par Boylesve est celui de ses beaux-parents à Passy, et qui subit le même sort que dans le roman.
Boylesve écrit ce roman alors que son couple traverse une crise profonde et que sa situation est comparable à celle du docteur Barégère : Alice et René Boylesve entretiennent chacun de leur côté une liaison, sont séparés mais continuent à s'écrire, à se voir de temps en temps et l'écrivain reste très attaché à sa femme, comme il le confie alors qu'il est gravement malade : « si Alice ne revient pas, je suis perdu ». André Bourgeois, en 1958, souligne d'ailleurs « la douleur profonde, l'amertume insondable et le pessimisme sans issue » du roman.

### Les thèmes abordés
Le caractère insondable du sentiment amoureux semble véritablement angoisser Boylesve, qui y revient dans ses œuvres chaque fois qu'il le peut. Dans ce livre, l'auteur, en projetant sur le docteur Barégère sa propre expérience, se livre à une étude de psychologie amoureuse et montre à quel point les sentiments humains peuvent être irrationnels et qu'il serait vain, compte tenu de la jeunesse de cette nouvelle science qu'est alors la psychologie, de chercher à les comprendre et à les expliquer,.

## Éditions
- Souvenirs du jardin détruit  (ill. Maximilien Vox), Paris, Ferenczi & fils, coll. « Le Livre moderne illustré », 1924, 142 p. (édition originale).
- Souvenirs du jardin détruit, Paris, Salvy, 1998, 122 p. (ISBN 2-905899-76-X)

## Pour en savoir plus